# Влоцлавське воєводство
Влоцла́вське воєво́дство (пол. Województwo włocławskie) — колишнє воєводство в центральній частині Польщі, що існувало з 1975-го по 1998 рік. Займало площу 4,4 тисяч км². Адміністративним центром було місто Влоцлавек.
1 січня 1999 року за новим адміністративно-територіальним поділом увійшло до складу Куявсько-Поморського воєводства.

## Районні адміністрації
- Районна адміністрація в Александруві Куявському для гмін: Александрув-Куявський, Бондково, Конецьк, Рацьонжек, Ваганець, Закшево та міст Александрув Куявський, Цехоцинек і Нешава
- Районна адміністрація в Ліпно для гмін: Бобровники, Хростково, Черніково, Добжинь-над-Віслою, Кікул, Ліпно, Скемпе, Тлухово, Вельґе, Збуйно та міста Ліпно
- Районна адміністрація у Радзеюві для гмін: Битонь, Добре, Осенцини, Пйотркув-Куявський, Радзеюв, Топулька та міста Радзеюв
- Районна адміністрація в Рипіні для гмін: Бжузе, Рогово, Рипін, Скрвільно та міста Рипін
- Районна адміністрація у Влоцлавку для гмін: Барухово, Бонево, Бжешць-Куявський, Хоцень, Ходеч, Фаб'янкі, Ізбиця-Куявська, Коваль, Любане, Любень-Куявський, Любранець, Влоцлавек та міст Коваль і Влоцлавек.

## Міста
Чисельність населення на 31.12.1998
- Влоцлавек – 123 373
- Рипін – 16 971
- Ліпно – 15 608
- Александрув Куявський – 13 031
- Цехоцинек – 11 312
- Радзеюв – 5 151
- Пйотркув-Куявський – 4 326
- Бжесць-Куявський – 4 692
- Любранець – 3 915
- Скемпе – 3 475
- Коваль – 3 440
- Ізбиця-Куявська – 2 693[1]
- Добжинь-над-Віслою – 2 415
- Нешава – 2 047
- Ходеч – 1 616
- Любень-Куявський – 1 166